# Ozora P. Stearns
Ozora P. Stearns (De Kalb, 1831. január 15. – Pacific Beach, 1896. június 2.) az Amerikai Egyesült Államok szenátora (Minnesota, 1871).